# Thyago Alves
Thyago Alves (Goiânia, 6 september 1984) is een Braziliaans model en acteur.

## Biografie
Voordat Thyago Alves de modellenwereld instapte, wilde hij voetballer worden. Op achttienjarige leeftijd had hij al gewerkt met grote merken zoals Versace en Armani.
In 2009 debuteerde hij in de Italiaanse film Il compleanno van Marco Filiberti, beter bekend als David's Birthday.
Hij deed in 2011 mee aan het Italiaanse realityprogramma L'isola dei famosi. In dit programma moeten bekende Italianen zien te overleven op een onbewoond eiland.

## Filmografie
- Il compleanno (2009)
- Finalmente la felicità (2011)